# Pałac na Opieszynie we Wrześni
Pałac na Opieszynie we Wrześni – zabytkowy pałac we Wrześni, w powiecie wrzesińskim, w województwie wielkopolskim. 
Dobra wrzesińskie wraz z Opieszynem nabył około 1750 od Gniazdowskich Maciej Poniński. W swej obecnej postaci pałac został wybudowany około 1870 dla Edwarda hrabiego Ponińskiego.
Usytuowany w rozległym parku krajobrazowym (obecnie Park Miejski im. Dzieci Wrzesińskich), składa się z budynku głównego oraz znacznie oddalonych dwóch bocznych segmentów. Park został oddzielony fosą od czworobocznego dziedzińca, otoczonego budynkami administracyjnymi i zabudowaniami gospodarczymi. Po II wojnie światowej w 1945 budowlę przejęła Powiatowa Męska Szkoła Gospodarstwa Wiejskiego. Teren wokół pałacu stracił swoje pierwotne rozplanowanie, fosa została zasypana, część budynków rozebrano. Na ich miejscu wybudowano szkołę podstawową i amfiteatr. Obecnie w pałacu mieści się restauracja "Pałac na Opieszynie".